# Pedrucho (pel·lícula)
Pedrucho és una pel·lícula espanyola produïda per Principal Films per i dirigida per Henri Vorins el 1924 amb temàtica taurina. La va protagonitzar el torero eibarrès Pedro Basauri Paguaga, més conegut com Pedrucho. Al costat de Pedrucho van completar el repartiment Paulette Landais, José Durany, Joaquín Carrasco, Jaime Devesa i Leonor Perelli. El guió va ser de Josep "Amichatis" Amich Bert amb argument d'Alfonso de Figueroa y Melgar (Duc de Tovar) i fotografia de José Gaspar. Es va rodar a Barcelona i Sevilla i es va estrenar a Madrid.